# Malawispongia
Malawispongia is een geslacht van sponsdieren uit de klasse van de Demospongiae (gewone sponzen).

## Soort
- Malawispongia echinoides Brien, 1972